# Heilsbergi csata
A heilsbergi csata 1807. június 10-én zajlott le Kelet-Poroszországban (ma :Lengyelország, Lidzbark Warmiński) a Joachim Murat és Jean Lannes vezette francia–itáliai, és a Leontyij Leontyjevics Bennigsen vezette orosz erők között. A csata eldöntetlen eredményt hozott, francia stratégiai győzelemnek számított.

## Előzmények
Az orosz hadsereg, Bennigsen tábornok vezetésével erős védelmi pozíciót vett fel Heilsberg  városánál a Łyna (németül: Alle) folyónál. A francia hadsereg, Murat és Lannes tábornokok vezetésével június 10-én megtámadta az állásokat.

## A csata
Az orosz főparancsnok nem igazán tudta, mikor és hol fog pontosan Napóleon támadni, ezért hadserege állásait  Łyna (Alle) folyó mögött mindkét oldalon a megerősített magaslatokon állította fel. Több megerősített hídfőállással védekeztek a franciák támadása ellen, így vált ez az ütközet a napóleoni háborúk egyik legvéresebb csatájává. Az oroszok minden lehetséges terepviszonyt kihasználtak, az északi parton három erőd, és hat földsánc is elkészült.
A támadást Murat lovassága kezdte, mögötte masírozott a gyalogság és tüzérség, reggel nyolckor ütköztek meg orosz elővéddel és visszavetették. Murat eldöntötte, hogy megvárja Soult hadosztályát, mert a lovassága egyedül  nem elegendő Pjotr Bagratyion orosz erőihez. Délelőtt 10 órakor Benningsen Nyikolaj Boroszgyin hadosztályától megkapta a híreket arról, hogy Launaunál (ma Łaniewo) a franciák megindították a támadást. Az orosz főparancsnok a Lvov-dragonyosezredet küldte a Boroszgyin-hadosztály támogatására.A francia tüzérség elkezdte lőni a két orosz seregtestet, közben Victor de Fay de La Tour-Maubourg dragonyosai kitámadtak.
Alekszej Jermolov  a francia dragonyosok támadását észlelte, megdöbbenve, hogy nem csak az orosz gyalogsággal szemből de hátulról is. Jermolov gyors lovának köszönhette a szerencsés megmenekülését.
Murat és Bagratyion lovassága között heves küzdelem alakult ki, Murat alól még a lovat is kilőtték egy ágyúgolyóval, ő maga is nehezen menekült meg 12 orosz dragonyos gyűrűjéből, egy másik lóra pattanva.Végül a Gárda közbeavatkozása mentette meg a francia lovasságot, közben egy orosz vértes tisztet, Szergej Kozsint halálosan megsebesítettek. Bagratyion seregének fele vagy meghalt, vagy megsebesült, a hadtestének maradékát visszavonták és tartalékba helyezték. A franciák elfoglalták a lawdeni (ma Lauda, Lengyelország) erdőt. A két gyalogság kezdte meg harcát a hídfőállásokért. A franciák kezdték meg a támadást este hét órakor, aztán az oroszok ellentámadásba mentek át, ekkor javasolta Oudinot a francia császárnak, hogy vonuljon biztonságba. A francia tábornok ha kellett volna, erővel vitette volna el biztonságos helyre Napóleont.
A harcok késő este is zajlottak, Lannes francia marsall megérkezése után dühödt támadást indított. Az orosz parancsnok azonban egy francia dezertőrtől tudomást szerzett a készülő támadásról és így felkészíthette csapatait a várható attakra.
Bennigsen visszaverte a főbb támadásokat, ami nagy francia veszteségeket okozott, de  az oroszok mégis visszavonultak Friedland felé a következő napon. Négy nappal később döntő vereséget szenvedtek, így ért véget tilsiti békével a negyedik koalíciós háború.
| Első fázis | Második fázis |
| ---------- | ------------- |
|            |               |

## További információk

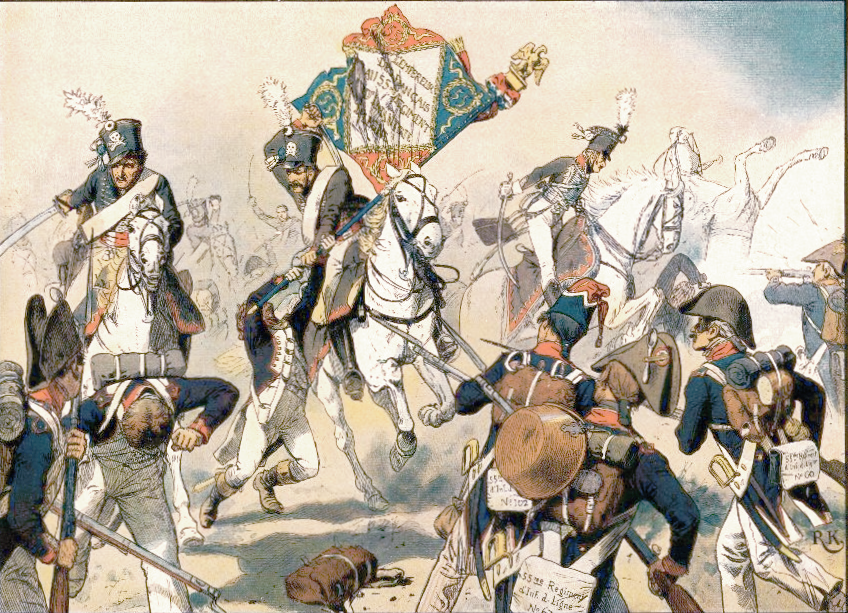
A huszárok rohama a csatában

## Fordítás
- Ez a szócikk részben vagy egészben  a   Battle of Heilsberg című angol Wikipédia-szócikk fordításán alapul.  Az eredeti cikk szerkesztőit annak laptörténete sorolja fel. Ez a jelzés csupán a megfogalmazás eredetét és a szerzői jogokat jelzi, nem szolgál a cikkben szereplő információk forrásmegjelöléseként.